# 下村彦一
下村 彦一（しもむら ひこいち、1900年5月17日 - 1995年4月18日）は、日本の地理学者。広島大学名誉教授。理学博士（東京大学）。勲三等旭日中綬章（1971年）。
地形・地形区・気候・地図・地理教育などを幅広く研究した。

## 経歴
1900年、兵庫県に長男として生まれる。父の下村三四吉は東京女子高等師範学校（現・お茶の水女子大学）の東洋史の教授であった。第二高等学校（現・東北大学）を経て東京帝国大学理学部地理学科に入学。山崎直方・辻村太郎らの指導を受け、1925年に大学を卒業する。卒業と同時に、日本人にはほとんど知られていなかったジュンガル地方の地誌を『地理学評論』創刊号に発表した。同大学の副手を経て、1926年には早くも広島高等師範学校（現・広島大学）教授に就任する。同年から「日本群島の地形区」を『地理学評論』に三回連載し、地域区分の根拠となる地形区の画定を初めて試みた。そこでは本州を東北日本と西南日本に分け、前者を東帯と西帯、後者を外帯と内帯に区分している。
広島に着任すると、断層線が高密度で分布する中国山地南部の地形に注目。断層運動によって河谷の変遷が生じ、河川の斬首・争奪などの作用を受けた事例を初めて実証的に示した。他方で、ジョン・ヘンリー・ウィグモアの論考「世界の法律の地図」（1929年）をもとに、法律・政治制度の地理的背景・地域的差異について論述するという新しい試みも行っている。
1930年、紀伊半島の西海岸から南四国の東海岸にかけて分布する海岸地形・海底地形を調査研究し、周辺の地貌の成立史を推論。また、ケッペンの気候大地図の図学的解説を行った他、ジョン・レイリーの気候分類の図式的表現方法について解説した。
下村は、広島高師において自然地理・地理実習・現地観察などを指導していた。この実績から、「教授論」を『地理学講座』（1931年）に寄稿し、地理教育の根本問題や方法論について述べた。また、『岩波講座 地理学』（1931年）に「海岸地形」を寄稿し、海岸線の発達史や隆起海岸線の特質・要因を論じた。これら寄稿の間にも、中国山地の地形の研究を続け、河谷の回春や斬首に関して考察している。1938年以降は、南洋諸島の地名改正と地図表現法、国際地図・国民地図帳の作成や、経線の設定事情について論じた。
1945年、広島市への原子爆弾投下により被爆。広島駅に近い第二総軍で地図の整理作業をしていたが、直射光は受けなかった。敗戦を迎えるも、1950年には広島地理学会を創設し、会長に就任。『地理科学』創刊（1961年）にも関わった。1951年、新制の広島大学教授に配置換えとなり、文学部史学科に設けられた地理学第二講座の担任となった。1953年からは同大学大学院文学研究科において自然地理学を担当する。
その間、敗戦まで軍事上研究できなかった広島湾内の島嶼群に注目し、研究を再開。中国山地の地形と対比して、16に区分した各地区の地貌の特質を地形学的に説明した。また、三段峡の峡谷地形と八幡高原の盆地地形の研究計画を立案した。
1950年代半ば頃からは桜島火山の研究に打ち込む。姶良カルデラが三つの複合カルデラであり現在も生成過程にあること、桜島の二火山がホマーテ火山に分類されることを内部構造まで調査して確証した。1962年には「桜島火山の地理学的研究」により理学博士（東京大学）となる。さらに、桜島火山の噴火の古記録を読み、当時の溶岩流による地形の形成状況を推論した。
1963年、広島大学文学部長に就任。翌年、大学を定年退官し名誉教授となるが、岡山俊雄の要請を受けて、その年に明治大学文学部史学地理学科の教授に就任する。そこでは新たにゲラルドゥス・メルカトルの世界図が長く愛用されてきた理由を考察している。
1970年代では、再び桜島火山の研究成果を発表。地形や地質の観察から、中岳が南岳と連結体であること、北岳が新旧の複合式火山体であることを示した。
明治大学退任後は、父親の感化を受けて身についていた漢語力を生かし、悠々と地理学の研究を楽しんだという。1995年、老衰のため96歳で東京都西片の自宅に没した。

## 人物
- 東洋史学者の父の影響をうけて漢詩を愛唱し、中国大陸の風物に興味をもって、華北や華南について独特の雰囲気の地誌を書いていた。『地理科学』第1号（1961）の「華南風物詩」はその代表作であり、その中で詩を「実情を適切に吐露する」ものとして評価している[2]。亡くなる10年ほど前には、中国の文献・地図の収集に力を入れ、中国名勝旧跡事典を全巻購入し、地名を地図と対比するほどの中国通であった[2]。
- 東京と明治大学をこよなく愛していた。1年に一度訪れた大矢雅彦によく明治大学の地理学教室の現状を聞いていた[8]。
- 大矢 (1995)によれば、亡くなる半年ほど前に少し入院したこと以外は、入院の話は聞いたことがないという。講義では「人間は長生きした人が一番偉い」と述べ、自身の健康に気を配った上で、高等師範学校の自然地理の講義を一回も休講しなかった。ある日、下村が15分程遅れてきた時、学生は勝手に休講として一勢に逃げ出してしまい、運悪く週番をして逃げ遅れた大矢は下村につかまってしまい、学生全員を連れ戻す役をさせられたという[8]。
- 野外巡検など、どこへ行くのも徒歩が多かった。戦時中、鳴門海峡へ訪れた際は、馬車で向かっていた学生よりも先に到着し、学生らに対して「あなた方は一体何をしていたのですか」と述べている[8]。
- 太平洋戦争下で、教員や学生が右傾化するなか、下村は自若として落ち着いて教育に従事していた。運動場へ集合など号令がかかった時も、すりへった下駄の上にゲートルを半分位まいて一番あとから出てきたという[8]。
- 大矢 (1995)によれば、服装にまったく無頓着で、広島大学でもネクタイをしている姿をみたことがないという。妻によると、亡くなるまで自分でネクタイはしめられなかった[8]。早稲田大学で学会が開かれた際、守衛の代わりに立っていた学生が、無頓着な服装だった下村と辻村に対して「今日は学会ですけど」といって入校を断ろうとしたが、偶然、竹内常行がそこを通り、招き入れたエピソードもある[8]。
- 家庭では一切仕事の話をしなかった。子供の教育にも一切口を出さず、成績表を机の上においても見なかったという。また、外食で体調を崩した経験から妻が作った食事以外は一切口にしなかったという。妻によれば、なかなかのガンコ親爺で人に有難うということは言わなかったが、亡くなる30分前には周囲に有難うといい、大変嬉しそうな顔をして亡くなったという。最後に妻綾子に手渡したメモ書きには「しるこ」と書かれていた。[8]。